# Bloxham
Bloxham – wieś w Anglii, w hrabstwie Oxfordshire, w dystrykcie Cherwell. Leży 31 km na północ od Oksfordu i 103 km na północny zachód od Londynu. W 2011 miejscowość liczyła 3374 mieszkańców.